# Dunapataj
Dunapataj je obec v Maďarsku v župě Bács-Kiskun v okrese Kalocsa.

## Poloha
Dunapataj leží na jihu Maďarska. Prochází jím silnice z Kalocsy do Soltu. Kalocsa je vzdálena 14 km, Solt 18 km.